# Écureuil à queue rouge

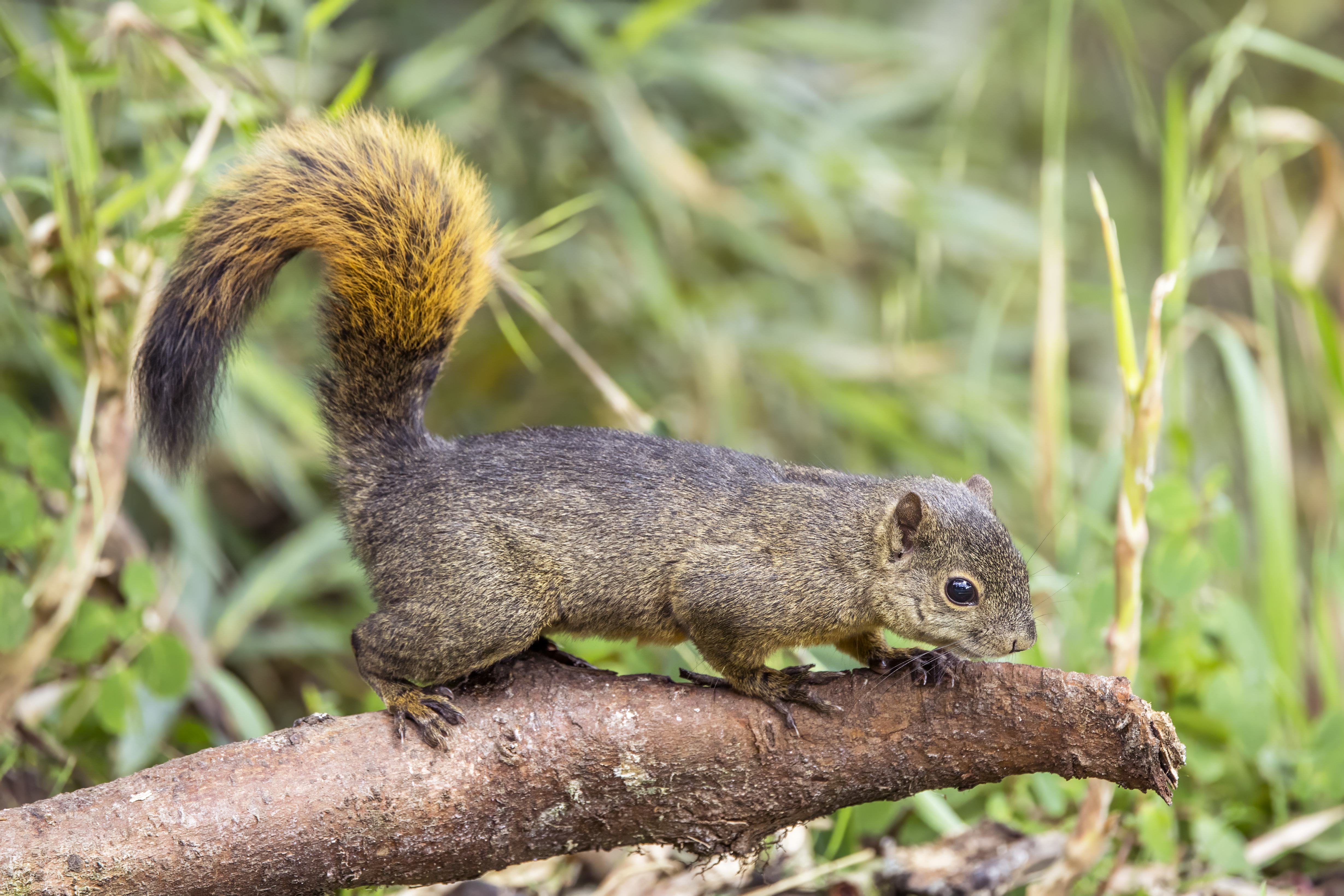
Un écureuil à queue rouge mâle dans le Caldas en Colombie. Aout 2023.

Sciurus granatensis
Ne doit pas être confondu avec l'Écureuil roux d'Eurasie ou l'Écureuil roux d'Amérique du Nord.
Espèce
Statut de conservation UICN

 LC  : Préoccupation mineure
L'écureuil à queue rouge (Sciurus granatensis) est une espèce d'écureuil qui se rencontre en Amérique centrale (Costa Rica, Colombie, Équateur, Venezuela…).